# 빅토르 피추르커
빅토르 피추르커(루마니아어: Victor Piţurcă, 1956년 5월 8일 ~ )는 루마니아의 전직 축구 선수이자 현직 축구 감독이다. 선수 시절 포지션은 스트라이커였으며 현재 이티하드 FC의 감독을 맡고 있다.